# Хуфуф
Хуфуф (арап. ‏الهفوف) је град у Саудијској Арабији у Источној провинцији. Према процени из 2004. у граду је живело 287.841 становника.

## Становништво
Према попису, у граду је 2004. живело 287.841 становника.
| 1974.   | 1992.   | 2004.   |
| ------- | ------- | ------- |
| 101.271 | 225.847 | 287.841 |